# Бахаревский сельсовет (Сафакулевский район)
Ба́харевский сельсовет — упразднённые административно-территориальная единица и муниципальное образование со статусом сельского поселения в составе Сафакулевского района Курганской области.
Административный центр — село Боровичи.
15 марта 2022 года сельсовет был упразднён в связи с преобразованием муниципального района в муниципальный округ.

## История
В соответствии с Законом Курганской области от 6 июля 2004 года № 419 сельсовет наделён статусом сельского поселения.

## Население
| 1989 | 2002 | 2004 | 2010 | 2012 | 2013 | 2014 |
| ---- | ---- | ---- | ---- | ---- | ---- | ---- |
| 952  | ↘895 | ↘885 | ↘621 | ↘601 | ↘553 | ↘527 |
| 2015 | 2016 | 2017 | 2018 | 2019 | 2020 |      |
| ↘507 | ↘495 | ↘463 | ↘437 | ↘422 | ↘409 |      |

## Состав сельского поселения
| № | Населённый пункт | Тип населённого пункта       | Население |
| - | ---------------- | ---------------------------- | --------- |
| 1 | Бахарево         | деревня                      | ↘246      |
| 2 | Боровичи         | село, административный центр | ↘375      |